# Echinodictyum flabellatum
Echinodictyum flabellatum är en svampdjursart som beskrevs av Topsent 1906. Echinodictyum flabellatum ingår i släktet Echinodictyum och familjen Raspailiidae. Inga underarter finns listade i Catalogue of Life.